# James H. Johnson
James Henry Johnson  (1874 – 15 de novembro de 1921) foi um patinador artístico britânico que competiu em competições de duplas. Ele conquistou uma medalha de prata olímpica em 1908 ao lado de sua esposa Phyllis Johnson.

## Principais resultados

### Com Phyllis Johnson
| Resultados                                            | Resultados       | Resultados      | Resultados        | Resultados      | Resultados    | Resultados    | Resultados    | Resultados    | Resultados    | Resultados    | Resultados    | Resultados    |
| Internacional                                         | Internacional    | Internacional   | Internacional     | Internacional   | Internacional | Internacional | Internacional | Internacional | Internacional | Internacional | Internacional | Internacional |
| Evento/Temporada                                      | 1907– 1908       | 1908– 1909      | 1909– 1910        |                 | 1911– 1912    |               |               |               |               |               |               |               |
| ----------------------------------------------------- | ---------------- | --------------- | ----------------- | --------------- | ------------- | ------------- | ------------- | ------------- | ------------- | ------------- | ------------- | ------------- |
| Jogos Olímpicos                                       | Medalha de prata |                 |                   |                 |               |               |               |               |               |               |               |               |
| Campeonato Mundial                                    |                  | Medalha de ouro | Medalha de bronze | Medalha de ouro |               |               |               |               |               |               |               |               |
|                                                       |                  |                 |                   |                 |               |               |               |               |               |               |               |               |
| Legenda: Competição não foi disputada nesta temporada |                  |                 |                   |                 |               |               |               |               |               |               |               |               |